# Каменськ-Уральський
Ка́менськ-Ура́льський (рос. Каменск-Уральский) — місто, центр Каменськ-Уральского міського округу Свердловської області.

## Географія
Місто розташоване у місці злиття річок Каменки та Ісеті, за 100 кілометрів на південний схід від Єкатеринбургу.

## Історія
Місто засноване одночасно із першим металургійним заводом за наказом Петра І 1701 року. Металургія є основою економіки міста і по сьогоднішній день.

## Населення
Кам'янськ-Уральський — третє за чисельністю місто Свердловської області.
Населення — 174689 осіб (2010, 186153 у 2002).

## Відомі люди
В поселенні народилися:
- Ельський Іадор Олександрович (1906—?) — російський актор.
- Кравченко Михайло Федорович (1952—2011) — радянський мотогонщик.
- Протопопов Євген Сергійович (1926—2003) — український художник.
- Устьянцев Михайло Олександрович (нар. 1992) — російський хокеїст.